# Sefakoy
 (août 2023).
La mise en forme du texte ne suit pas les recommandations de Wikipédia : il faut le « wikifier ».
Les points d'amélioration suivants sont les cas les plus fréquents :
- Les titres sont pré-formatés par le logiciel. Ils ne sont ni en capitales, ni en gras.
- Le texte ne doit pas être écrit en capitales (les noms de famille non plus), ni en gras, ni en italique, ni en « petit »…
- Le gras n'est utilisé que pour surligner le titre de l'article dans l'introduction, une seule fois.
- L'italique est rarement utilisé : mots en langue étrangère, titres d'œuvres, noms de bateaux, etc.
- Les citations ne sont pas en italique mais en corps de texte normal. Elles sont entourées par des guillemets français : « et ».
- Les listes à puces sont à éviter, des paragraphes rédigés étant largement préférés. Les tableaux sont à réserver à la présentation de données structurées (résultats, etc.).
- Les appels de note de bas de page (petits chiffres en exposant, introduits par l'outil «  Source ») sont à placer entre la fin de phrase et le point final[comme ça].
- Les liens internes (vers d'autres articles de Wikipédia) sont à choisir avec parcimonie. Créez des liens vers des articles approfondissant le sujet. Les termes génériques sans rapport avec le sujet sont à éviter, ainsi que les répétitions de liens vers un même terme.
- Les liens externes sont à placer uniquement dans une section « Liens externes », à la fin de l'article. Ces liens sont à choisir avec parcimonie suivant les règles définies. Si un lien sert de source à l'article, son insertion dans le texte est à faire par les notes de bas de page.
- La présentation des références doit suivre les conventions bibliographiques. Il est recommandé d'utiliser les modèles {{Ouvrage}}, {{Chapitre}}, {{Article}}, {{Lien web}} et/ou {{Bibliographie}}. Le mode d'édition visuel peut mettre en forme automatiquement les références.
- Insérer une infobox (cadre d'informations à droite) n'est pas obligatoire pour parachever la mise en page.

Pour une aide détaillée, merci de consulter Aide:Wikification.
Si vous pensez que ces points ont été résolus, vous pouvez retirer ce bandeau et améliorer la mise en forme d'un autre article.
 (août 2023).

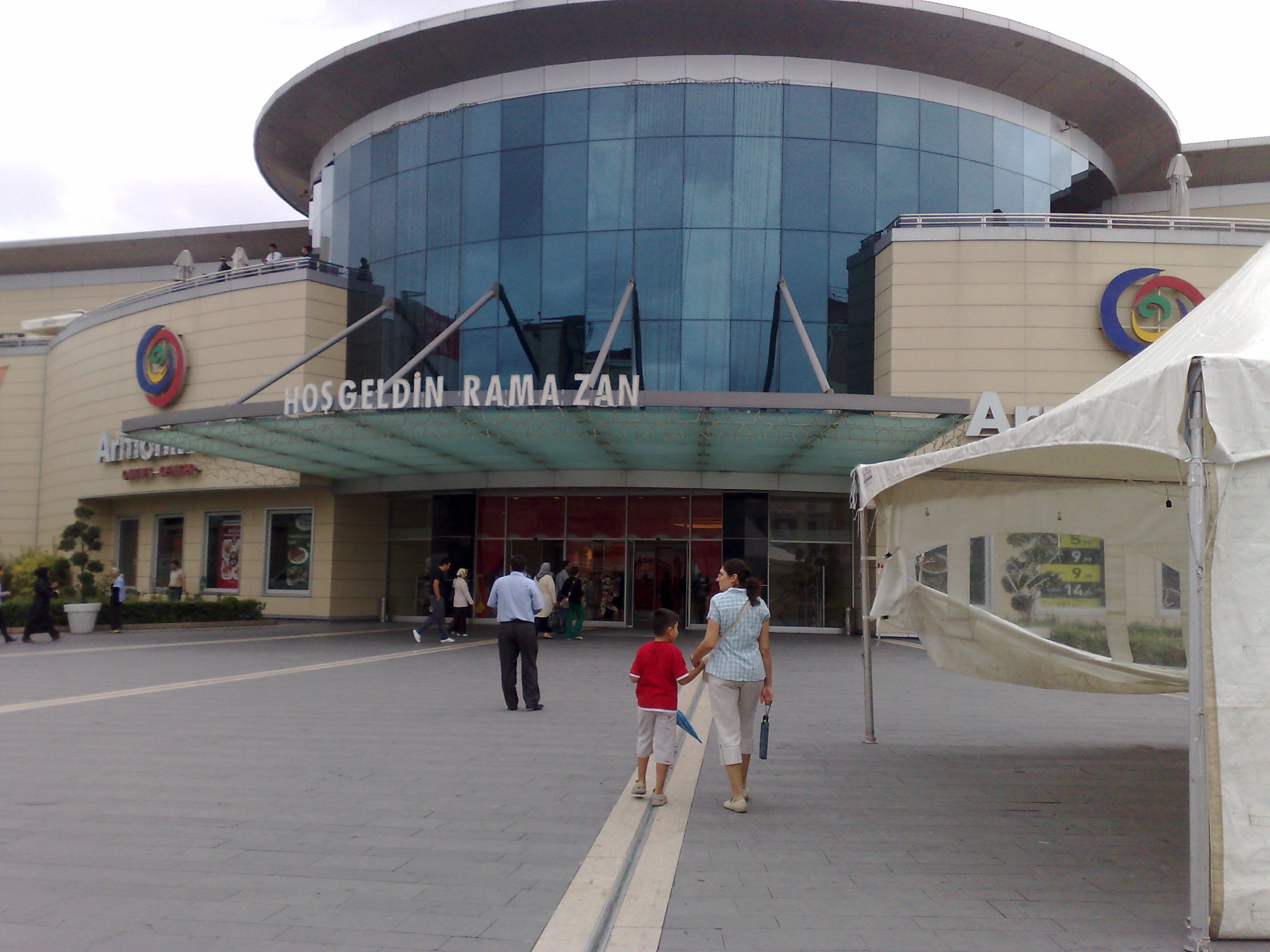
Centre Commercial Armonipark

Sefakoy est un district d'Istanbul, en Turquie. Comme le gouverneur de district, le bureau de police, la direction de la population, le bureau du cadastre et autres bâtiments publics et zones de service de Kucukcekmece se trouvent dans ce district. Il est en quelque sorte situé au centre du quartier.

## Quartiers à Sefakoy
- Fevzi Çakmak
- Gultepe
- İnönü
- Kartaltepe
- Kemalpasa
- Sultanmurat
- Tevfikbey

## À propos
Sefaköy a obtenu le statut de municipalité de ville en 1967. Elle conserva ce statut jusqu'à l'intervention militaire du 12 septembre. Après cette date, il a été géré par les directeurs de succursale de la municipalité d'Istanbul. En 1988, elle a été reliée à Küçükçekmece, qui est redevenue une municipalité.
| Maire          | Temps de mission |
| -------------- | ---------------- |
| Halil Chinik   | 1967-1970        |
| Tayyip Sengoul | 1970-1977        |
| Ridvan Unal    | 1977-1980        |

## Transport
Il est possible de rejoindre le quartier en Metrobus. Dans le même temps, de nombreuses lignes IETT traversent le quartier.

## Noms
1. Safrakoy
2. Sofraköy
3. Sefakoy

Selon une rumeur, le prénom de Sefaköy, qui se situe entre les routes des caravanes, est Sofraköy. Puisqu'il s'agit d'un lieu abrité en raison de sa situation, on le dit aussi lieu de repos.[réf. nécessaire]

## Clubs sportifs
Sefaköyspor, l'un des trois plus anciens clubs du district de Küçükçekmece, a été fondé en 1959 à Tevfikbey. Outre Sefaköyspor, il existe les clubs Sefaköy Kartalspor, Istanbul Balkanspor, Söğütlüçeşmespor, Gültepe Özgençlikspor, Istanbul Sinopspor, Filizspor, Öz Muratspor, Istanbul Trabzonspor, Yeni Ufukspor et Alkanspor.[réf. nécessaire]

## Source
1. ↑  « https://kucukcekmece.istanbul/icerikler/kucukcekmece/onceki-donem-belediye-baskanlarimiz/31203 » [archive du 1 aralık 2020]
2. ↑  « https://kucukcekmece.istanbul/icerikler/kucukcekmece/tarihi/709 » [archive du 26 ekim 2016]